# Lothar Matthäus
Lothar Herbert Matthäus (n. 21 martie 1961, Erlangen, RFG) este un fost jucător și antrenor german de fotbal, ulterior devenit comentator de fotbal și expert la diferite televiziuni germane și din alte țări.
După ce a fost căpitanul Germaniei de Vest la victoria în Cupa Mondială de la FIFA din 1990, a fost numit fotbalistul european al anului. În 1991, a fost numit primul jucător FIFA World of the Year și rămâne singurul german care a primit premiul.
A jucat la cinci Cupe Mondiale ale FIFA (1982, 1986, 1990, 1994, 1998), mai mult decât orice alt jucător de fotbal masculin, și deține recordul pentru cele mai multe meciuri ale Cupei Mondiale jucate de un singur jucător (25 de jocuri). De asemenea, a câștigat UEFA Euro 1980 și a jucat la Campionatele Europene de Fotbal din 1984, 1988 și 2000. În 1999, la vârstă de 38 de ani, a fost din nou votat fotbalistul german al anului, câștigând anterior premiul în 1990.
Matthäus este cel mai selecționat jucător german din toate timpurile, retrăgându-se cu un total de 150 de apariții (83 pentru Germania de Vest) în 20 de ani și 23 de goluri. Matthäus este membru al listei FIFA 100 a celor mai mari jucători de fotbal din lume aleși de Pelé. Diego Maradona a spus despre Matthäus, "el este cel mai bun rival pe care l-am avut vreodata. Cred ca e suficient sa-l definesc", in cartea sa Yo soy el Diego (eu sunt Diego).

## Statistici

### Statistici la cariera de club
| Performanță la club | Performanță la club      | Performanță la club | Campionat | Campionat | Cupă         | Cupă         | Cupa Ligii    | Cupa Ligii    | Continental     | Continental     | Total   | Total  |
| Sezon               | Club                     | Ligă                | Meciuri   | Goluri    | Meciuri      | Goluri       | Meciuri       | Goluri        | Meciuri         | Goluri          | Meciuri | Goluri |
| Germania            | Germania                 | Germania            | Ligă      | Ligă      | DFB-Pokal    | DFB-Pokal    | DFB Ligapokal | DFB Ligapokal | Europa          | Europa          | Total   | Total  |
| ------------------- | ------------------------ | ------------------- | --------- | --------- | ------------ | ------------ | ------------- | ------------- | --------------- | --------------- | ------- | ------ |
| 1979–80             | Borussia Mönchengladbach | Bundesliga          | 28        | 4         | 2            | 0            | -             | -             | 11              | 2               | 41      | 6      |
| 1980–81             | Borussia Mönchengladbach | Bundesliga          | 33        | 10        | 5            | 2            | -             | -             | -               | -               | 38      | 12     |
| 1981–82             | Borussia Mönchengladbach | Bundesliga          | 33        | 3         | 5            | 4            | -             | -             | 4               | 1               | 42      | 8      |
| 1982–83             | Borussia Mönchengladbach | Bundesliga          | 34        | 8         | 5            | 2            | -             | -             | -               | -               | 39      | 10     |
| 1983–84             | Borussia Mönchengladbach | Bundesliga          | 34        | 11        | 6            | 4            | -             | -             | -               | -               | 40      | 15     |
| 1984–85             | Bayern München           | Bundesliga          | 33        | 16        | 6            | 0            | -             | -             | 5               | 1               | 44      | 17     |
| 1985–86             | Bayern München           | Bundesliga          | 23        | 10        | 5            | 2            | -             | -             | 3               | 0               | 31      | 12     |
| 1986–87             | Bayern München           | Bundesliga          | 31        | 14        | 3            | 1            | -             | -             | 7               | 4               | 41      | 19     |
| 1987–88             | Bayern München           | Bundesliga          | 26        | 17        | 4            | 3            | -             | -             | 4               | 1               | 34      | 21     |
| Italia              | Italia                   | Italia              | Ligă      | Ligă      | Coppa Italia | Coppa Italia | Cupa Ligii    | Cupa Ligii    | Europa          | Europa          | Total   | Total  |
| 1988–89             | Internazionale           | Serie A             | 32        | 9         | 7            | 3            | -             | -             | 5               | 0               | 44      | 12     |
| 1989–90             | Internazionale           | Serie A             | 25        | 11        | 2            | 2            |               |               | 2               | 0               | 29      | 13     |
| 1990–91             | Internazionale           | Serie A             | 31        | 16        | 3            | 1            |               |               | 12              | 6               | 46      | 23     |
| 1991–92             | Internazionale           | Serie A             | 27        | 4         | 5            | 1            |               |               | 2               | 0               | 34      | 5      |
| Germania            | Germania                 | Germania            | Ligă      | Ligă      | DFB-Pokal    | DFB-Pokal    | DFB Ligapokal | DFB Ligapokal | Europa          | Europa          | Total   | Total  |
| 1992–93             | Bayern München           | Bundesliga          | 28        | 8         | 0            | 0            | -             | -             | -               | -               | 28      | 8      |
| 1993–94             | Bayern München           | Bundesliga          | 33        | 8         | 3            | 1            | -             | -             | 4               | 1               | 40      | 10     |
| 1994–95             | Bayern München           | Bundesliga          | 16        | 5         | 2            | 0            | -             | -             | 6               | 0               | 24      | 5      |
| 1995–96             | Bayern München           | Bundesliga          | 19        | 1         | 0            | 0            | -             | -             | 7               | 0               | 26      | 1      |
| 1996–97             | Bayern München           | Bundesliga          | 28        | 1         | 3            | 0            | -             | -             | 2               | 0               | 33      | 1      |
| 1997–98             | Bayern München           | Bundesliga          | 25        | 3         | 3            | 0            | 2             | 0             | 5               | 0               | 35      | 3      |
| 1998–99             | Bayern München           | Bundesliga          | 25        | 1         | 5            | 0            | 2             | 0             | 12              | 1               | 44      | 2      |
| 1999–00             | Bayern München           | Bundesliga          | 15        | 1         | 2            | 0            | 0             | 0             | 9               | 0               | 26      | 1      |
| Statele Unite       | Statele Unite            | Statele Unite       | Ligă      | Ligă      | Open Cup     | Open Cup     | MLS Cup       | MLS Cup       | America de Nord | America de Nord | Total   | Total  |
| 2000                | MetroStars               | Major League Soccer | 16        | 0         | 2            | 0            | 5             | 0             | -               | -               | 23      | 0      |
| Țară                | Germania                 | Germania            | 464       | 121       | 59           | 19           | 4             | 0             | 79              | 11              | 606     | 151    |
| Țară                | Italia                   | Italia              | 115       | 40        | 17           | 7            | -             | -             | 21              | 6               | 153     | 53     |
| Țară                | Statele Unite            | Statele Unite       | 16        | 0         | 2            | 0            | 5             | 0             | -               | -               | 23      | 0      |
| Total               | Total                    | Total               | 595       | 161       | 78           | 26           | 9             | 0             | 100             | 17              | 782     | 204    |

#### Goluri internaționale
Germany's score first.
| #   | Dată              | Locație                            | Oponent               | Scor | Rezultat   | Competiție                                    |
| --- | ----------------- | ---------------------------------- | --------------------- | ---- | ---------- | --------------------------------------------- |
| 1.  | 30 aprilie 1985   | Praga, Cehoslovacia                | Cehoslovacia          | 5–1  | Victorie   | Calificările pentru Campionatul Mondial 1986  |
| 2.  | 5 februarie 1986  | Avellino, Italia                   | Italia                | 2–1  | Victorie   | Amical                                        |
| 3.  | 17 iunie 1986     | Monterrey, Mexic                   | Maroc                 | 1–0  | Victorie   | Campionatul Mondial 1986                      |
| 4.  | 25 martie 1987    | Tel-Aviv, Israel                   | Israel                | 2–0  | Victorie   | Amical                                        |
| 5.  | 2 aprilie 1988    | Berlinul de Vest, Germania de Vest | Argentina             | 1–0  | Victorie   | Amical                                        |
| 6.  | 4 iunie 1988      | Bremen, Germania de Vest           | Iugoslavia            | 1–1  | Egal       | Amical                                        |
| 7.  | 21 iunie 1988     | Hamburg, Germania de Vest          | Țările de Jos         | 1–2  | Înfrângere | UEFA Euro 1988                                |
| 8.  | 31 august 1988    | Helsinki, Finlanda                 | Finlanda              | 4–0  | Victoria   | Calificările pentru Campionatul Mondial 1990  |
| 9.  | 4 octombrie 1989  | Dortmund, Germania de Vest         | Finlanda              | 6–1  | Victorie   | Calificările pentru Campionatul Mondial 1990  |
| 10. | 25 aprilie 1990   | Stuttgart, Germania de Vest        | Uruguay               | 3–3  | Egal       | Amical                                        |
| 11. | 10 iunie 1990     | Milan, Italia                      | Iugoslavia            | 4–1  | Victorie   | Campionatul Mondial 1990                      |
| 12. | 10 iunie 1990     | Milan, Italia                      | Iugoslavia            | 4–1  | Victorie   | Campionatul Mondial 1990                      |
| 13. | 15 iunie 1990     | Milan, Italia                      | Emiratele Arabe Unite | 5–1  | Victorie   | Campionatul Mondial 1990                      |
| 14. | 1 iulie 1990      | Milan, Italia                      | Cehoslovacia          | 1–0  | Victorie   | Campionatul Mondial 1990                      |
| 15. | 29 august 1990    | Lisabona, Portugalia               | Portugalia            | 1–1  | Egal       | Amical                                        |
| 16. | 19 decembrie 1990 | Stuttgart, Germania                | Elveția               | 4–0  | Victorie   | Amical                                        |
| 17. | 27 martie 1991    | Frankfurt, Germania                | Uniunea Sovietică     | 2–1  | Victorie   | Amical                                        |
| 18. | 1 mai 1991        | Hannover, Germania                 | Belgia                | 1–0  | Victorie   | Calificările pentru Campionatul European 1992 |
| 19. | 18 decembrie 1991 | Leverkusen, Germania               | Luxemburg             | 4–0  | Victorie   | Calificările pentru Campionatul European 1992 |
| 20. | 10 iulie 1994     | East Rutherford, NJ, United States | Bulgaria              | 1–2  | Înfrângere | Campionatul Mondial 1994                      |
| 21. | 14 decembrie 1994 | Chișinău, Moldova                  | Republica Moldova     | 3–0  | Victorie   | Calificările pentru Campionatul European 1996 |
| 22. | 18 decembrie 1994 | Kaiserslautern, Germania           | Albania               | 2–1  | Victorie   | Calificările pentru Campionatul European 1996 |
| 23. | 28 iulie 1999     | Guadalajara, Mexic                 | Noua Zeelandă         | 2–0  | Victorie   | Cupa Confederațiilor FIFA 1999                |